# لي موهاو
لي موهاو (بالصينية: 李慕豪) مواليد 2 يونيو 1992 في دونغقوان، غوانغدونغ، الصين، هو لاعب كرة سلة صيني. بدأ مسيرته الاحترافية في سنة 2010. يلعب في الرابطة الصينية لكرة السلة كلاعب وسط. يحمل الرقم 21. يبلغ طوله 7 قدم 2 بوصة (2.2 م). مثّل منتخب بلاده. شارك في دورة الألعاب الأولمبية الصيفية سنة 2016.

## روابط خارجية
- لي موهاو على موقع الاتحاد الدولي لكرة السلة (الإنجليزية)
- لي موهاو على موقع كرة السلة الأوروبية.كوم (الإنجليزية)
- لي موهاو على موقع ريلجم (الإنجليزية)
- لي موهاو على موقع بروبوليرز (الإنجليزية)
- لي موهاو على موقع سبورتس رفرنس (الإنجليزية)
- لي موهاو على موقع أوليمبيديا (الإنجليزية)
- لي موهاو على موقع اللجنة الأولمبية الصينية (الإنجليزية)